# 35295 Omo
35295 Omo è un asteroide della fascia principale. Scoperto nel 1996, presenta un'orbita caratterizzata da un semiasse maggiore pari a 2,5605644 UA e da un'eccentricità di 0,1107214, inclinata di 14,80623° rispetto all'eclittica.